# Souffles
Souffles fue una revista cultural de vanguardia, creada en Rabat por Abdellatif Laabi en marzo de 1966 y prohibida en 1972. 

## Historia
Souffles fue fundada en 1966 por un pequeño grupo de profesionales autodenominado «Guerrilla lingüística» como «un manifiesto para una nueva estética en el Magreb». La revista se convirtió en una plataforma de expresión para una nueva generación de escritores, artistas e intelectuales desde la que organizar una revolución contra la dominación cultural imperialista y colonial en el Magreb. El punto de partida para esta revolución fue el lenguaje. Se redacción se estableció en Rabat.
Desde su primer número, Souffles planteó un agresivo desafío a las tradicionales divisiones literarias francófonas y árabes fomentando la experimentación, las traducciones y las colaboraciones. A principios de los setenta la revista cambió de enfoque. Motivado por la aplastante derrota árabe en la Guerra de los Seis Días e influido por los sucesos de mayo del 68 en París, su fundador y editor Abdellatif Laabi declaró que "la literatura ya no era suficiente". Después del décimo quinto número, dedicado a Palestina, Souffles sufrió un importante rediseño, emergiendo como un nuevo órgano incendiario del grupo revolucionario de izquierda, Ila l-Amam. Esta nueva agenda política llamó la atención de las autoridades y en 1972, Laabi arrestado y la revista prohibida. En prisión recibió varios premios internacionales de poesía. Después de una larga campaña de solidaridad, recuperó su libertad en 1980.